# Ulisse Aldrovandi
Ulisse Aldrovandi (Bolonya 1522 - ibíd. 1605) va ser un científic i naturalista italià. És usualment referit, especialment en cites antigues, com Aldrovandus; i en italià també apareix com Aldroandi.

## Biografia
Fill del comte Teseu Aldrovandi, secretari del Senat de Bolonya. La seva mare, Veronica Marescalchi, era cosina d'Ugo Boncompagni, que esdevindria més tard papa sota el nom de Grégori XIII. L'any 1529 va quedar orfe. Rebrà una primera educació per part de tutors privats. Estudià aritmètica amb Annibale della Nave i, el 1537, esdevé comptable d'un comerciant de Brescia durant un any. En 1538 pelegrina a Roma i Santiago de Compostel·la. En 1539 comença estudis d'humanitats i dret a les universitats de Bolonya i Pàdua, i esdevé notari el 1542. El 1547 abandonarà el notariat per dedicar-se a la filosofia, lògica i, mes endavant a la medicina.

### Acusat d'heretgia
En 1549 va ser acusat de heretgia per les seves relacions amb l'anabaptista Camillo Renato i és empresonat a Roma durant 18 mesos. En aquest període de privació de llibertat aprofità per interessar-se pels coneixements de Botànica, Zoologia i Geologia. Alguns historiadors pensen que va ser el primer en utilitzar aquest terme científic. Durant aquesta època va mantenir contactes amb Guillaume Rondelet a Roma així com Paolo Giovio.
El 1550, redactà el seu primer text, Delle estàtua romane antiche, che per tutta Roma, in diversi luoghi, et case si veggono en un llibre sobre les antiguitats romanes de Lucio Mauro que apareixerà el 1556 sota el títol Le antichità de la città di Roma.

### Vocació científica

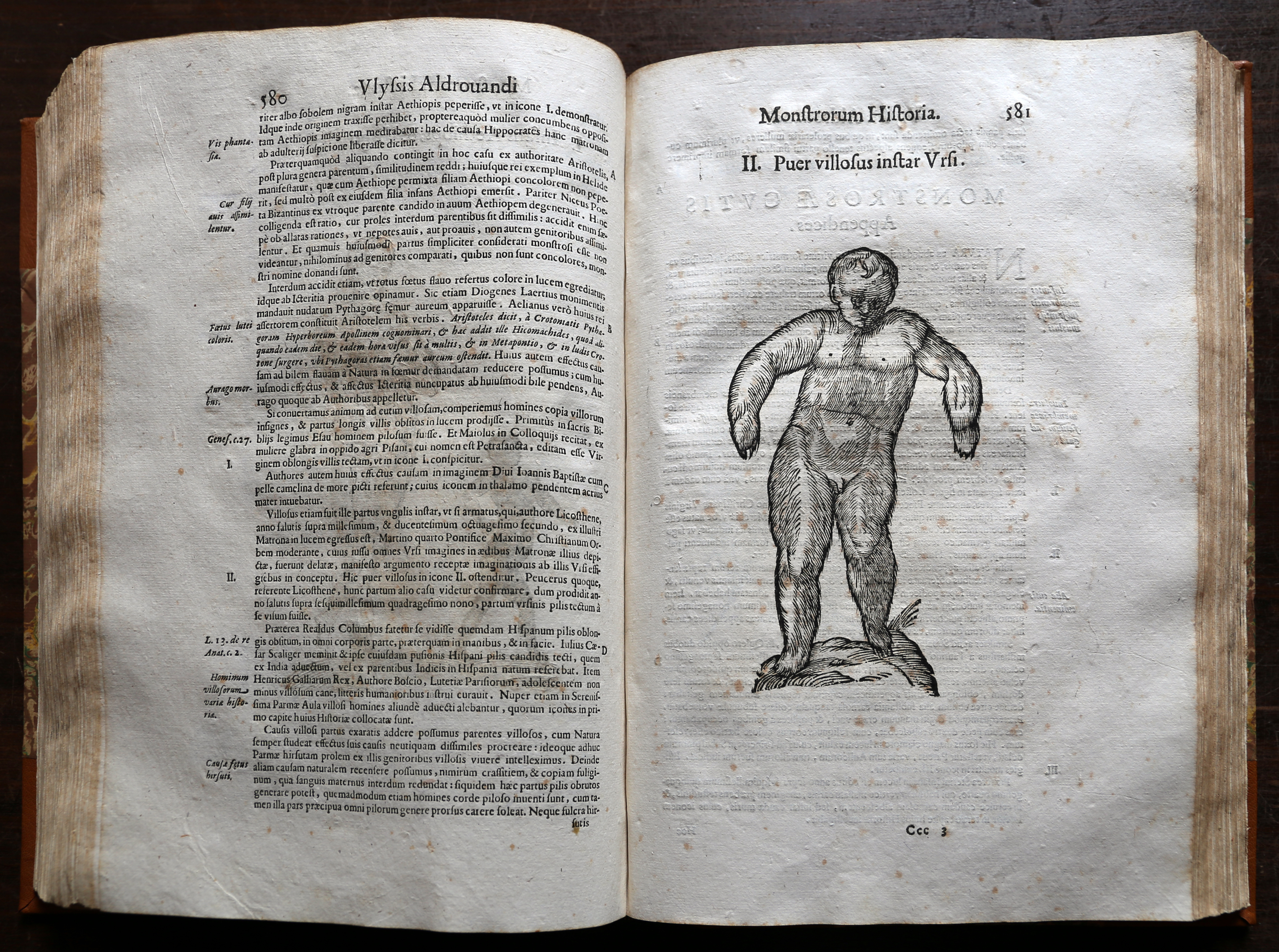
Monstrorum Historia

Va tornar a Bolonya el 1551 i començà a aprofundir els seus coneixements sobre botànica, zoologia, mineralogia, i, probablement medicina. Començà a interessar-se per les disseccions anatòmiques que practicaria tota la seva vida.
Entre 1551 i 1554 va organitzar diverses expedicions botàniques per recollir plantes que conservaria en el seu herbari. D'aquesta època data la seva amistat amb Luca Ghini, botànic que ensenyava a Pisa. Les plantes no són pas els seus únics interessos i aprofitaria també per recol·lectar animals i minerals en les seves excursions.

### Docència
El 23 de novembre de 1553 obté el títol de doctor en medicina i lògica, i comença la seva carrera docent un any després a la i començà a ensenyar a la Universitat de Bolonya un any després.
El 1554 promou una campanya botànica amb diversos científics de l'època com: Luigi Anguillara, Andrea Alpago, Francesco Calzolari entre d'altres. De camí cap Pàdua, coneix el metge Gabriele Falloppio. Tot seguit projecte la vista al jardí de simples de Venècia però Pietro Andrea Michiel, anatomista italià, li prohibiex l'accés.
En el 1556, Aldrovandi començà a desenvolupar els seus estudis botànics sobre la base de l'examen dels òrgans reproductors, línia que serà desenvolupada per Andrea Cesalpino. Aquest mateix any, començaria a ensenyar botànica mèdica.
El 1559, esdevé professor de filosofia i, el 1561, esdevé es constituirà com el primer professor d'història natural d'aquesta universitat. La seva assignatura es titularia com Lectura philosophiae naturalis ordinaria de fossilibus, plantis i animalibus. Per petició seva i sota la seva direcció es va crear el Jardí Botànic de Bolonya el 1568.
L'abril de 1565, la seva dona Paola mor i, l'octubre del mateix any, es tornarà a casar amb Francesca Fontana que l'assistirà en totes les seves investigacions.

### Les seves publicacions
A partir de 1570, Aldrovandi va publicar nombrosos llibres on exposà els seus descobriments. Continuà l'estudi de la matèria mèdica, tot i fent regularment excursions per estudiar la naturalesa. Mentre publicà els seus llibres el gabinet de curiositats personal anirà creixent regularment, arribant a la xifra de 18.000 peces al final de la seva vida.
Va concebre un gran projecte per l'edició d'una gran enciclopèdia d'història natural. El 1594, signà un contracte amb l'editor venecià Francesco de Franceschi. Però la seva mort, l'impedeix l'edició d'aquesta obra. Només tres volums d'ornitologia i un d'entomologia apareixeran en vida d'Aldrovandi.
Aldrovandi va cedir a la seva mort 3.600 llibres impresos i aproximadament 300 manuscrits al senat de Bolonia, que s'encarregà del conservar en un lloc apropiat.. El 1617 es crearia un museu on, a més de les col·leccions d'Aldrovandi, es trobaria el seu herbari amb més de 7.000 unitats.
La seva obra pot aparèixer, segons els criteris actuals, com completametn antiquada i irrellevant. Georges Cuvier diu d'ella que es tracta d'«una immensa compilació sense gust ni enginy» i que si suprimim tots els passatges inútils, no en quedaria més que una desena part. No obstant i això, els estudis i col·leccions d'Aldrovandi, juntament amb les d'altres científics del seu temps, van constituir els fonaments de la ciència biològica moderna.

## Especialitats

### Botànica
A petició i sota la seva direcció, es va creà el jardí botànic obert al públic a la ciutat de Bolonia el 1568. A partir d'una controvèrsia amb els farmacèutics i els metges de la seva ciutat, el 1575, se li suspèn el dret a l'ensenyament. El 1577, sol·licita l'ajuda del pape Gregori XIII, cosí de la seva mare, per obtenir suport de les autoritats de Bolònia sobre la restitució dels seus càrrecs, així com ajuda financera per publicar les seves obres. Va atorgar les seves col·leccions a la Universitat de Bolonya, la qual cosa va permetre la creació d'un museu d'història natural, un dels primers d'Europa. D'aquesta manera, el seu herbari quedaria constituït amb més de 7.000 mostres que Aldrovandi utilitzava durant el seu ensenyament

### Ornitologia

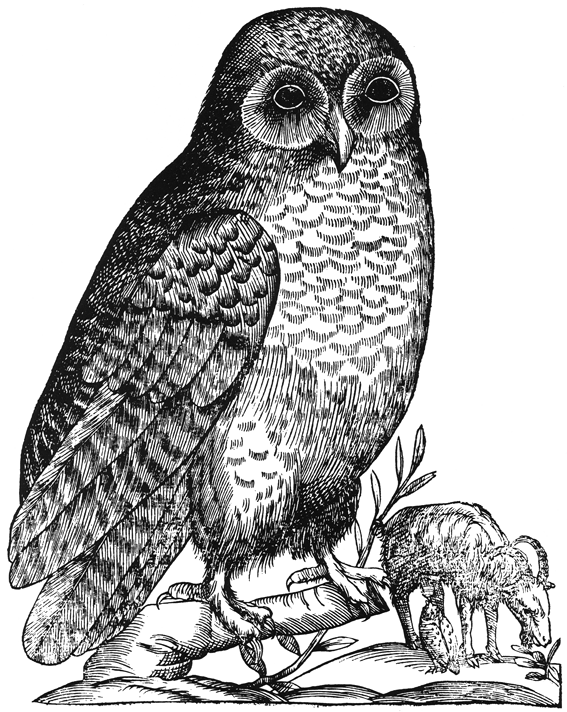
Mussol extret de lOrnithologiae d'Aldrovandi

Tres llibres de temàtica ornitològica formen part del volum XII de la seva Història natural, i apareixeran en vida d'Aldrovandi. En 1599, es publicarà el primer volum sota el títol Ornithologiae, hoc és de avibus historia libri XII dedicat a les rapinyaires. El 1600, Ornithologiae tomus alter dedicat als ocells terrestres utilitzats en l'alimentació i als ocells cantors. Finalment, el 1603, Ornithologiae tomus tertius, ac postremus, es dedicaria als ocells aquàtics.
Aldrovandi hi descriu nombroses espècies noves, sobretot de procedència americana, africana i asiàtica. Entre aquestes, podem citar el Casuari, diversos tucans i calaus. Menciona fins i tot una espècie de garsa d'origen japonès.
La seva obra no està exempta d'errors, ja que confon el galls dindi que venen d'Amèrica amb les pintades que venen de l'Àfrica, la qual cosa li valdrà critiques molt dures. Era menys erudit i lletrat en l'estil que Conrad Gessner, però les seves il·lustracions eren millors i la seva classificació més evolucionada.
Per cada espècie dona els noms grecs, hebreus, àrabs, llatins i italians, així com una descripció detallada de les seves costums, règim alimentari, tècniques de captura, criança, qualitat culinària, propietats medicinals, el lloc que la situa emblèmes o la mitologia, els proverbis o els símbols. S'interessà també per l'anatomia i la incubació dels ous.
La seva obre és molt original i conté de nombroses informacions que mai havien estat publicades abans: per exemple, dels il·lustracions anatòmiques per descriure el moviment del bec dels lloros.
La Biblioteca del Museu de Ciències Naturals de Granollers disposa de la primera edició dels tres volums de l'Ornithologiae d'Aldrovani, fruit de la donació de les col·leccions naturalistes i biblioteca especialitzada en ornitologia i jardineria de més de 2.000 títols de Maria Antònia Maristany Ibarra i Frederic Travé Alfonso.

### Herpetologia
El professor de Bolonya Bartolomeo Ambrosini, edità els dos llibres sobre les serps i les sargantanes després de la mort d'Aldrovandi: Serpentium i Draconum historiæ libri duo. Són vint-i-dos capítols dedicats als rèptils i sis a les sargantanes, i uns quants a alguns animals fabulosos com el drac.

### Entomologia
El 1602, apareixeria De animalibus insectis libri septem, cum singulorum iconibus ad vivum expressis dedicat als insectes i a d'altres invertebrats.

## Honors

### Epònims
Geografia
- Dorsa Aldrovandi, en la Lluna
- Jardí Botànic Municipal Ulisse Aldrovandi

Gènere
- (Droseraceae) Aldrovanda L. exMonti[4][5]

## Obres
Publicades durant la seva vida:
- Ornithologiae, hoc est de avibus historiae libri XII. (De avibus), Bolonya, 1599.
- Ornithologiae, tomus alter, Bolonya, 1600.
- Ornithologiae, tomus tertius ac postremus, Bolonya, 1603.

Publicades a títol pòstum:
- De quadrupedibus solidipedibus Arxivat 2012-10-11 a Wayback Machine., Bolonya, 1616.
  - Cap I. De quadrupedibus (Cavalls)
  - Cap II. De asino (Ases)
  - Cap III. De onagro (Onagre)
  - Cap IV. De mulo (Mules)
  - Cap V. De asinis cornutis (Ase cornut)
  - Cap VI. De monocerote sive unicorni proprie dicto (Unicorn)
  - Cap VIII. De zebra indica (Zebres de la India)
  - Cap IX. De elephanto (Elefants)
  - Cap X. De ebore (Vori)
- Quadrupedum omnium bisulcorum historia (De quadrupedibus bisulcis), Bolonya, 1621.
  - Cap I. De bove (Bous)
  - Cap II. De bobus feris, et primum De uro (Urs)
  - Cap III. De bisonte (Bisons)
  - Cap IV. De bonaso (Bonacon)
  - Cap V. De bubalo veterum
  - Cap VI. De buffelo, sive bubalo vulgari
  - Cap VII. De bove strepticerote
  - Cap VIII. De ove (Ovelles)
  - Cap IX. De capra, et hirco (Cabres et Boc)
  - Cap X. De capris sylvestribus, et primum in genere
  - Cap XI. De caprarum sylvestrivim speciebus, et primum De dorco, sive rupicapra (Gasela comuna o Isard)
  - Cap XII. De dama (Daina)
  - Cap XIII. De ibice (Cabra dels Alps)
  - Cap XIV. De bubalo sive bubalide (Búfal)
  - Cap XV. De pygargo (Damalisc)
  - Cap XVI. De caprea plinii, sive capreolo (Cabirol)
  - Cap XVII. De capra strepsicerote
  - Cap XVIII. De dama vulgari
  - Cap XIX. De capra moschi
  - Cap XX. De mosco (Cérvol mesquer)
  - Cap XXI. De capra sive hirco bezaartico
  - Cap XXII. De lapide bezoar
  - Cap XXIII. De suhak scytharum
  - Cap XXIV. De oryge (Òrix)
  - Cap XXV. De oryge oppiani
  - Cap XXVI. De capra auribus demissis
  - Cap XXVII. De cervo (Cérvol comú)
  - Cap XXVIII. De cervo palmato
  - Cap XXIX. De tragelapho (Tragelaphus)
  - Cap XXX. De tarando (Rens)
  - Cap XXXI. De rangifero (Rens)
  - Cap XXXII. De alce (Ant)
  - Cap XXXIII. De rhinocerote (Rinoceront)
  - Cap XXXIV. De camelo (Camells)
  - Cap XXXV. De camelopardale (Girafa)
  - Cap XXXVI. De sue, synonymia, et etymologia (Porc)
  - Cap XXXVII. De apro, locus, et generatio (Senglar)
- De quadrupedibus digitatis viviparis libri tres, et De quadrupedibus digitatis oviparis libri duo, 1637.
- De piscibus libri V, et De cetis lib. unus, Bolonya, 1638.
- Serpentum, et Draconum historiae libri duo, Bolonya, 1640.
- De animalibus insectis libri septem, cum singulorum iconibus ad vivum expressis, Bolonya, 1638.
- De reliquis animalibus exanguibus, Bolonya, 1641.
- Monstrorum historia, Bolonya, 1642.
- Dendrologiae naturalis scilicet arborum historiae libri duo, Bolonya, 1667.
- Musaeum metallicum, Bolonya, 1648.